# Campeonato Carioca de Futebol de 1922
O Campeonato Carioca de Futebol de 1922 foi a 18.ª edição da principal divisão do futebol no Rio de Janeiro. A disputa começou em 2 de abril de 1922 e terminou em 5 de novembro de 1922, foi organizada pela Liga Metropolitana de Desportos Terrestres (LMDT). O campeão desta edição foi o America Football Club que conquistou o seu terceiro título carioca.
O Vasco da Gama, campeão da Série B de 1922, foi convidado para a Série A de 1923 e o São Cristóvão não foi para a Série B da mesma Divisão. Inicialmente, a LMDT tentou impedir a promoção do Vasco (devido ao caso do jogador Leitão), mas não conseguiu após os conselheiros perceberem que estavam errados. Na assembleia da Liga, convidaram o Vasco para Série A e mantiveram o São Cristóvão na mesma Série da Primeira Divisão.

## Classificação final
| Pos | Time           | PG | J  | V | E | D | GP | GS | SG  |
| --- | -------------- | -- | -- | - | - | - | -- | -- | --- |
| 1   | America        | 18 | 12 | 9 | 0 | 3 | 19 | 7  | +12 |
| 2   | Flamengo       | 17 | 12 | 7 | 3 | 2 | 24 | 11 | +13 |
| 3   | Fluminense     | 16 | 12 | 7 | 2 | 3 | 24 | 12 | +12 |
| 3   | Botafogo       | 15 | 12 | 6 | 3 | 3 | 21 | 13 | +8  |
| 5   | Bangu          | 8  | 12 | 3 | 2 | 7 | 22 | 29 | -7  |
| 5   | Andarahy       | 7  | 12 | 2 | 3 | 7 | 17 | 36 | -19 |
| 7   | São Christóvão | 3  | 12 | 0 | 3 | 9 | 11 | 30 | -19 |

## Premiação
| Campeonato Carioca de 1922  |
| --------------------------- |
| Rio de Janeiro              |
| America Campeão (3º título) |